# پارتیزانسکه (شهرداری یالتا)
پارتیزانسکه (به لاتین: Partyzanske) یک منطقهٔ مسکونی در اوکراین است که در شهرداری یالتا واقع شده‌است. پارتیزانسکه ۲٫۲۳ کیلومتر مربع مساحت و ۶۵ نفر جمعیت دارد و ۳۶۲ متر بالاتر از سطح دریا واقع شده‌است.